# 綾櫻由太郎
綾櫻 由太郎（あやざくら よしたろう、1898年3月11日 - 1982年12月8日）は、青森県西津軽郡鰺ヶ沢町出身で出羽海部屋に所属した大相撲力士。本名は清野 由太郎（きよの（せいの） ゆうたろう）。最高位は東関脇。

## 来歴
1898年3月11日に青森県西津軽郡で生まれる。地元の小学校を卒業してから近所にあった桜庭呉服店へ奉公に出ていたが、相撲好きな呉服店の店主から影響を受けて土地相撲に出場して実力を付け、入間川部屋へ入門、1916年1月場所で初土俵を踏んだ。
立合いから一切頭を上げないまま攻める堅実な取り口で、組んでから時折足癖を見せて相手を倒した。しかし、脚気を患ったことで一度帰郷し、1年後に前相撲から再出発した。こうした苦労の甲斐あって1922年5月場所で新十両昇進を果たしたが、僅か1場所で幕下に転落して以降は幕下暮らしが長くなった。再昇進に自信を失っていたところへ、大連での巡業で同郷の画家・野沢如洋からに小野道風作「柳に飛び附く蛙」の絵を貰って激励されたうえ、大ノ里萬助がやってきて猛稽古を付けられたことで奮起し、1927年10月場所で再十両昇進、1930年5月場所で悲願の新入幕を32歳で果たした。
入幕後は大きな勝ち越しこそ無いものの、少しずつ番付を上げていく。東前頭4枚目で迎えた1931年10月場所では10勝1敗の好成績で平幕での幕内最高優勝を果たしたが、当時の地方場所では優勝額が存在せず、子供や孫に優勝を報告しても信用してもらえなかったという。1932年1月6日に春秋園事件が勃発すると日本相撲協会を脱退するが、1933年1月場所にて幕内格別席で帰参した。1934年5月場所からは綾川 五郎次と改名。
1935年1月場所で関脇へ昇進したが、新関脇で迎えた1935年1月場所では2勝9敗と大きく負け越したために1場所で平幕へ降格した。
1937年6月準本場所で、当時27連勝中だった双葉山定次を外掛けで破り、後に出羽海一門で「打倒双葉」を合言葉に対策を繰り広げる手掛かりを見つけた功労者とされた。この時の功労をたたえて相撲作家の石井代蔵はもう一人の安藝の海という異名を綾櫻に与えた。
1937年の年末に、九州の巡業で新海幸藏と口論の末に喧嘩となり、新海からビール瓶で頭を殴られた。新海は加害者であることで強制的に引退させられたが、綾川は被害者でありながら新海が綾川に非があるかのように仕立てたため非難を受け、半ば強制的に引退させられた。引退後は、年寄・千賀ノ浦を襲名。
1940年1月場所を最後に廃業後、京城で旅館を経営したが、第二次世界大戦の終戦後に帰国して、綾川五郎次（先代）と同じように明治大学相撲部の師範を務めた。判りやすい指導で学生から人気を集め、さらに相撲部員の世話によって、柳橋で料理店を経営した。
1982年12月8日に急性肺炎のため五所川原市の病院で死去、84歳没。戦前に幕内最高優勝を達成した最後の生き残りだった。現在は青森県五所川原市に綾川の記念碑が存在する。

## 主な成績
- 通算成績：220勝185敗1預 勝率.543
- 幕内成績：85勝93敗 勝率.478
- 現役在位：53場所
- 幕内在位：17場所
- 三役在位：2場所（関脇1場所、小結1場所[6]）

### 各段優勝
- 幕内最高優勝：1回（1931年10月場所）
- 十両優勝：1回（1930年1月場所）
- 幕下優勝：1回（1927年3月場所）

### 場所別成績
| 1916年 （大正5年） | （前相撲）               | x                     | （前相撲）             | x                     |
| 1917年 （大正6年） | （前相撲）               | x                     | 東序ノ口32枚目 3–0     | x                     |
| 1918年 （大正7年） | 西序二段63枚目 3–1 (1預) | x                     | 西序二段24枚目 3–2     | x                     |
| 1919年 （大正8年） | 西三段目58枚目 3–2       | x                     | 東三段目30枚目 4–1     | x                     |
| 1920年 （大正9年） | 東三段目2枚目 3–2        | x                     | 東幕下41枚目 4–1       | x                     |
| 1921年 （大正10年） | 西幕下14枚目 2–3         | x                     | 西幕下28枚目 3–2       | x                     |
| 1922年 （大正11年） | 東幕下19枚目 4–1         | x                     | 西十両12枚目 2–3       | x                     |
| 1923年 （大正12年） | 東幕下2枚目 1–9          | x                     | 東幕下21枚目 2–4       | x                     |
| 1924年 （大正13年） | 西幕下27枚目 3–2         | x                     | 西幕下12枚目 3–3       | x                     |
| 1925年 （大正14年） | 西幕下12枚目 2–4         | x                     | 西幕下22枚目 2–4       | x                     |
| 1926年 （大正15年） | 東幕下33枚目 4–2         | x                     | 西幕下25枚目 4–2       | x                     |
| 1927年 （昭和2年） | 東幕下11枚目 3–3         | 東幕下11枚目 優勝 6–0 | 東幕下13枚目 3–3       | 東十両7枚目 5–5       |
| 1928年 （昭和3年） | 東幕下9枚目 4–2          | 東十両4枚目 7–4       | 東幕下筆頭 4–2         | 東幕下筆頭 5–2        |
| 1929年 （昭和4年） | 東十両6枚目 5–6          | 東十両6枚目 4–7       | 西十両11枚目 10–1      | 西十両11枚目 8–3      |
| 1930年 （昭和5年） | 西十両筆頭 優勝 10–1     | 西十両筆頭 6–5        | 東前頭9枚目 7–4        | 東前頭9枚目 4–7       |
| 1931年 （昭和6年） | 西前頭5枚目 6–5          | 西前頭5枚目 5–6       | 東前頭4枚目 4–7        | 東前頭4枚目 10–1 旗手 |
| 1932年 （昭和7年） | 西小結 –                 | x                     | x                      | x                     |
| 1933年 （昭和8年） | 前頭 5–6                 | x                     | 東前頭5枚目 5–6        | x                     |
| 1934年 （昭和9年） | 東前頭5枚目 6–5          | x                     | 東前頭2枚目 8–3        | x                     |
| 1935年 （昭和10年） | 東関脇 2–9               | x                     | 東前頭4枚目 3–8        | x                     |
| 1936年 （昭和11年） | 西前頭7枚目 3–8          | x                     | 西前頭15枚目 6–5       | x                     |
| 1937年 （昭和12年） | 西前頭10枚目 7–4         | x                     | 西前頭3枚目 引退 4–9–0 | x                     |
| 各欄の数字は、「勝ち-負け-休場」を示す。 優勝 引退 休場 十両 幕下 三賞：敢=敢闘賞、殊=殊勲賞、技=技能賞 その他：★=金星 番付階級：幕内 - 十両 - 幕下 - 三段目 - 序二段 - 序ノ口 幕内序列：横綱 - 大関 - 関脇 - 小結 - 前頭（「#数字」は各位内の序列） |                          |                       |                        |                       |

## 幕内対戦成績
| 力士名 | 勝数 | 負数 | 力士名   | 勝数 | 負数 | 力士名   | 勝数 | 負数 | 力士名 | 勝数 | 負数 |
| ------ | ---- | ---- | -------- | ---- | ---- | -------- | ---- | ---- | ------ | ---- | ---- |
| 旭川   | 2    | 3    | 天城山   | 1    | 0    | 綾錦     | 1    | 0    | 射水川 | 3    | 0    |
| 大潮   | 2    | 1    | 大浪     | 3    | 2    | 大八洲   | 2    | 0    | 沖ツ海 | 2    | 1    |
| 大蛇山 | 1    | 0    | 海光山   | 3    | 4    | 鏡岩     | 4    | 2    | 桂川   | 0    | 2    |
| 錦華山 | 3    | 3    | 古賀ノ浦 | 2    | 3    | 清水川   | 2    | 8    | 髙登   | 2    | 3    |
| 寳川   | 3    | 2    | 太刀若   | 1    | 1    | 楯甲     | 2    | 0    | 玉錦   | 2    | 5    |
| 玉ノ海 | 0    | 1    | 太郎山   | 3    | 1    | 筑波嶺   | 1    | 4    | 劔岳   | 3    | 0    |
| 土州山 | 3    | 2    | 富野山   | 2    | 0    | 巴潟     | 2    | 3    | 名寄岩 | 1    | 0    |
| 錦洋   | 2    | 2    | 能代潟   | 1    | 10   | 幡瀬川   | 6    | 5    | 磐石   | 0    | 2    |
| 番神山 | 1    | 2    | 双葉山   | 2    | 2    | 星甲     | 0    | 1    | 松前山 | 1    | 3    |
| 真鶴   | 1    | 1    | 三熊山   | 1    | 1    | 男女ノ川 | 1    | 4    | 宮城山 | 0    | 1    |
| 吉野山 | 4    | 1    | 雷ノ峰   | 0    | 1    | 若瀬川   | 5    | 1    | 若葉山 | 3    | 2    |